# Ramal Santiago-Cartagena
El Ramal Santiago-Cartagena es una vía férrea propiedad de la Empresa de los Ferrocarriles del Estado de Chile, construida desde 1888 hasta 1921 en secciones. Esta red entregaba una conexión entre la ciudad de Santiago y el balneario de Cartagena; en su recorrido entregaba servicios a sectores apartados de la actual Región Metropolitana como Talagante, El Monte y Melipilla. Actualmente solo funciona como red de carga, aunque en 2021 se inició la construcción del servicio de cercanías Alameda-Melipilla.

## Historia

### Antecedentes
Ya desde 1872 se venía insinuando no solamente la construcción del ferrocarril hacia Melipilla, sino que también que llegara hasta San Antonio, como parte de un plan para alivianar la carga ferroviaria que estaba sufriendo el ferrocarril de Santiago a Valparaíso. De hecho, ya en 1872 existía una empresa que había entregado una propuesta para la construcción de este ferrocarril. En 1874 la población de Melipilla le solicita al intendente Benjamín Vicuña Mackenna la construcción de un ferrocarril que uniese Santiago con su ciudad.

### Construcción
El 2 de noviembre de 1888, el gobierno de Chile le da el contrato a Newton B. Lord, vicepresidente de la empresa «North and South American Construction Company» para construir varios ramales nacionales, entre ellos, la línea desde Santiago hasta Melipilla.
Las distintas etapas se construyeron en los siguientes años:
- Santiago - Melipilla: 1888 - 1 de septiembre de 1893,
- Melipilla - San Antonio: 1903 - 1910,
- San Antonio - Cartagena: 1919 - 1921.

En 1893, existió un servicio ferroviario que conectó a la ciudad de Melipilla con Santiago; luego, esta ruta se extendió hasta la estación del poblado de Leyda, para posteriormente extenderse hasta la estación Malvilla; Malvilla hasta estación Llolleo, de Llolleo a San Antonio, y finalmente de San Antonio a Cartagena.
El 11 de enero de 1900 se aprueba la inversión de 190.000 pesos para el estudio de líneas férreas, entre ellas la extensión del ferrocarril desde Melipilla hasta San Antonio.
Los que estudiaron el trazado fueron:
- Joaquín Villarino (1890),
- Ingeniero Enrique Vergara Montt (1900),
- Emilio Recart (1901; definitivo).

### Sigloxx
A 1929, las principales estaciones en la línea eran Mapocho, Alameda, Maipú, Marruecos, Malloco, Santa Ana, Talagante, El Monte, Chiñihue, El Marco, Melipilla, Esmeralda, Puangue, Leyda, Malvilla, Llolleo, San Antonio y Cartagena.
El tren que llegaba en un principio a Cartagena tenía sólo primera y segunda clase, y sus carros estaban equipados con asientos de cuero, felpa y maderas nobles.
Debido a grandes derrumbes que se produjeron durante el invierno de 1941, vía del ramal entre los km. 101,2 y 101,5 (cerca de la estación Malvilla) se vio destruida. La Empresa de los Ferrocarriles del Estado decidió que como solución se construyera una variante para evitar interrupciones en el tráfico. Las obras quedaron listas al año siguiente.
En 1987 se suprimieron todos los servicios de transporte turístico en la línea, y en 1989 fue suprimido el tramo entre San Antonio y Cartagena. En 1997 la red ya solamente servía como sitio de carga y no de pasajeros.
Actualmente las vías y terrenos son propiedad de Infraestructura y Tráfico Ferroviario S.A., parte del Grupo EFE. Por otra parte, existe el servicio turístico Tren del Recuerdo, el cual realiza un recorrido desde la Estación Alameda hasta la Estación San Antonio. Los trenes de carga que transitan por estas vías tienen una ruta entre Santiago y Paine, como es el caso del Ferrocarril del Ácido.

### Actualidad
Tren Melipilla-Estación Central (anteriormente denominado como Metrotren Melipilla, Tren Alameda Melipilla, Tren del Maipo o Melitrén), será un servicio de tren de cercanías entre el Gran Santiago y la ciudad de Melipilla, en la Región Metropolitana de Santiago, Chile, que será operado por la Empresa de los Ferrocarriles del Estado.
Se extendería por 61 kilómetros desde la Estación Central de Santiago, uniendo 8 comunas pertenecientes a las provincias de Santiago, Talagante y Melipilla: Estación Central, Cerrillos, Maipú, Padre Hurtado, Peñaflor, Talagante, El Monte y Melipilla.

## Galería
|                  |
| Estación Alameda |

|                  |
| Estación Puangue |

|                |
| Estación Leyda |

|                   |
| Estación Malvilla |

|                  |
| Estación Llolleo |

|                      |
| Estación San Antonio |

|                    |
| Estación Cartagena |